# Dracaena (zoologie)
Pour les articles homonymes, voir Dracaena.
Genre
Dracaena est un genre de sauriens de la famille des Teiidae.

## Répartition
Les espèces de ce genre se rencontrent en Amérique du Sud.

## Liste des espèces
Selon The Reptile Database (25 mai 2012) :
- Dracaena guianensis Daudin, 1802
- Dracaena paraguayensis Amaral, 1950

## Publication originale
- Daudin, 1802 : Histoire Naturelle, Générale et Particulière des Reptiles; ouvrage faisant suit à l'Histoire naturelle générale et particulière, composée par Leclerc de Buffon; et rédigee par C.S. Sonnini, membre de plusieurs sociétés savantes, vol. 2, F. Dufart, Paris, p. 1-432 (texte intégral).